# John Lingwood
John Lingwood er en engelsk trommeslager, født den 18.februar 1951 i Wembley, London, England. Han er bedst kendt som trommeslager i Manfred Mann's Earth Band fra 1979 til 1987 og fra 2016 til 2025

## Musikalsk karriere
Han begyndte at spille trommer i 1960'erne efter at være blevet inspireret af The Beatles, The Rolling Stones, The Who, Cream og The Jimi Hendrix Experience. I 1968 begyndte han sin professionelle karirre med forskellige bands, der turnerede rundt omkring i Europa.
I 1972 blev han medlem af Steamhammer, som han spillede med i to og et halvt år. I 1974 blev han engageret som studiemusiker, blandt andet med Stomu Yamashta's East Wind, og senere samme år blev han trommeslager hos Leo Sayer. Efter at have brudt med Leo Sayer i 1975 fungerede han som producer sideløbende med optrædener i 'Hair', 'Jesus Christ Superstar' og 'The Rocky Horror Show'.
Lingwood har spillet med mange musikere og Bands gennem tiderne, fx Roger Chapman, Maddy Prior, Arthur Brown og Elkie Brooks. Han blev medlem af Manfred Mann's Earth Band i 1979 og spillede på trommer på albummene Chance, Somewhere in Afrika, Budapest Live, Criminal Tango og Masque, inden han forlod Bandet i 1987.
Han spillede med Company Of Snakes mellem 1998 og 2002
Han vendte tilbage til Manfred Mann's Earth Band i 2016 som substitut for sygemeldte Jimmy Copley, som døde i 2017. Han er i 2025 stadig med på turne med dette band.